# اولنگورسک، اوبلاست مورمانسک
شهر اولنگورسک، اوبلاست مورمانسک (به روسی: Оленегорск) در کشور روسیه و در اوبلاست مورمانسک واقع شده‌است.